# Musée de la Machine Müller
Le Musée de la Machine Müller  se consacre aux machines-outils, il est situé à Bienne, en Suisse.

## Collection
Il présente quelque 200 machines datant de 1880 à 1912. On y trouve même des tours en bois et des ateliers de décolletage mis en situation avec l’aide de mannequins en habits d’époque. 
Les salles d'exposition sont agrémentés de programmes audio-visuels.

## Bâtiment
Le musée est installé dans une ancienne fonderie entièrement rénovée qui comporte également un centre de formation et une salle polyvalente.